# (580) Séléné
(580) Séléné est un astéroïde de la ceinture principale découvert par Max Wolf le 17 décembre 1905.
Il a été ainsi baptisé en référence à la déesse grecque de la lune, Séléné.